# Tudo Novo de Novo (série de televisão)
Tudo Novo de Novo é uma série de televisão brasileira produzida pela TV Globo e exibida de 17 de abril até 3 de julho de 2009, em uma temporada com 12 episódios, indo ao ar às sextas-feiras após o Globo Repórter. 
Escrita por Lícia Manzo, com supervisão de texto de Maria Adelaide Amaral, roteiros de Carlos Gregório, Duba Elia, Fernando Rebello, Flávia Lins e Silva e Maria Camargo, teve direção de Flávia Lacerda, Natália Grimberg e Allan Fiterman e direção geral de Denise Saraceni.

## Enredo
A série mostrava o retrato da família moderna e a força da mulher em chefia-la. Clara (Júlia Lemmertz) é uma arquiteta batalhadora e independente, que foi casada duas vezes, com Fred (Marcelo Szpektor) e Paulo (Guilherme Fontes), tendo um filho de cada: Carol (Daniela Piepszyk) e Léo (Felipe Santos), respectivamente. Sem nunca desacreditar no amor, ela começa a se relacionar com Miguel (Marco Ricca), um homem recém-separado e muito ligado à filha Júlia (Poliana Aleixo), que não aceita que outra mulher possa tomar o lugar de sua mãe, Ruth (Arieta Corrêa)
Em meio ao dilema amoroso, Clara ainda tem que lidar com as crises adolescentes de Carol, a infância rebelde de Léo, sua irmã problemática Nanda (Maria Eduarda de Carvalho) e os conflitos de seus clientes Teodoro (Mário Cardoso) e Ingrid (Cristina Flores).

## Elenco
| Ator                      | Personagem                      |
| ------------------------- | ------------------------------- |
| Julia Lemmertz            | Clara Vianna                    |
| Marco Ricca               | Miguel Peixoto                  |
| Daniela Piepszyk          | Carolina Vianna Sampaio (Carol) |
| Felipe Santos             | Leonardo Vianna Sales (Léo)     |
| Poliana Aleixo            | Júlia Aguiar Peixoto            |
| Marcelo Szpektor          | Fred Sampaio                    |
| Guilherme Fontes          | Paulo Sales                     |
| Maria Eduarda de Carvalho | Fernanda Vianna (Nanda)         |
| Arieta Corrêa             | Ruth Aguiar Peixoto             |
| Marina Ruy Barbosa        | Bia                             |
| Mário Cardoso             | Teodoro Monteiro                |
| Cristina Flores           | Ingrid Monteiro                 |

### Participações especiais[3]
| Ator                | Personagem      |
| ------------------- | --------------- |
| Paula Braun         | Lorena Aguiar   |
| Gustavo Trestini    | Otávio Aguiar   |
| Analu Prestes       | Salete          |
| Matheus Gabriel     | Gutinho         |
| Ada Chaseliov       | Irany           |
| Ana Maria Mangeth   | Marilene        |
| André Falcão        | Pedreiro        |
| Anna Rita Cerqueira | amiga de Júlia  |
| Antônio dos Santos  | Pedreiro        |
| Antonio Mendel      | Delegado        |
| Betina Viany        | Psicóloga       |
| Cintia Rosa         | Bianca          |
| Claudinho Cunha     | Pedreiro        |
| Emiliano Queiroz    | Senhor da praça |
| Emilio Pitta        | Seu Geraldo     |
| Genesio Machado     | Pedreiro        |
| Gilberto Simões     | Carlos          |
| Gustavo Trestini    | Otávio          |
| Irene Ravache       | Letícia         |
| Karen Coelho        | Joana           |
| Luiz Serra          | Seu Augusto     |
| Marcelo Valle       | Arthur          |
| Matheus Gabriel     | Léo             |
| Miriam Mehler       | Dona Helena     |
| Norma Blum          | Dona Luci       |
| Olivia Araújo       | Carla           |
| Pablo Bellini       | Perillo         |
| Paula Braun         | Lorena          |
| Rosanne Mulholland  | Nina            |
| Silvia Lourenço     | Bárbara         |
| Suely Franco        | Dona Aurélia    |
| Vivianne Pasmanter  | Karen Vilela    |
| Yago Machado        | Carlito         |
| Yoná Magalhães      | Esther          |